# Михово
Михово (словен. Mihovo) је насељено место у општини Шентјернеј, регија Југоисточна Словенија, Словенија.

## Историја
До територијалне реорганизације у Словенији било је у саставу старе општине Ново Место.

## Становништво
У попису становништва из 2011. године, Михово је имало 97 становника.
| Број становника према пописима | Број становника према пописима | Број становника према пописима |
| ------------------------------ | ------------------------------ | ------------------------------ |
| 1991                           | 2002                           | 2011                           |
| 81                             | 99                             | 97                             |

Напомена: Године 2001. извршена је мала размена територија између насеља Горење Врхпоље и Михово, а 2010. између насеља Михово и Церов Лог.